# Tallanassos petit
El tallanassos petit (Onychogomphus forcipatus) és una espècie d'odonat anisòpter de la família Gomphidae.

## Descripció
Els adults assoleix els 60 mil·límetres de llargada. El seu cicle de vida dura entre 3 i 5 anys. Els ulls d'Onychogomphus forcipatus estan molt separats i són de color gris verd. Les dues línies negres als costats del tòrax són relativament estretes i toquen la línia mitjana.
Té una línia groga al vèrtex i dues cel·les per sobre del triangle anal. L'abdomen dels mascles està equipat amb tres ganxos de grans dimensions (apèndixs anals). Els cercoides poden ser foscos i tenen una dent subterminal.

## Hàbitat
Viuen prop d'aigües corrents i llacs de juny a setembre.

## Distribució
Aquesta libèl·lula força comuna i estesa està present a la major part d'Europa.
És una espècie present a Catalunya i a la península Ibèrica.

## Subespècies
- Onychogomphus forcipatus var. albotibialis Schmidt, 1954
- Onychogomphus forcipatus var. forcipatus (Linnaeus, 1758)
- Onychogomphus forcipatus var. unguiculatus (Vander Til·ler, 1820)

## Galeria

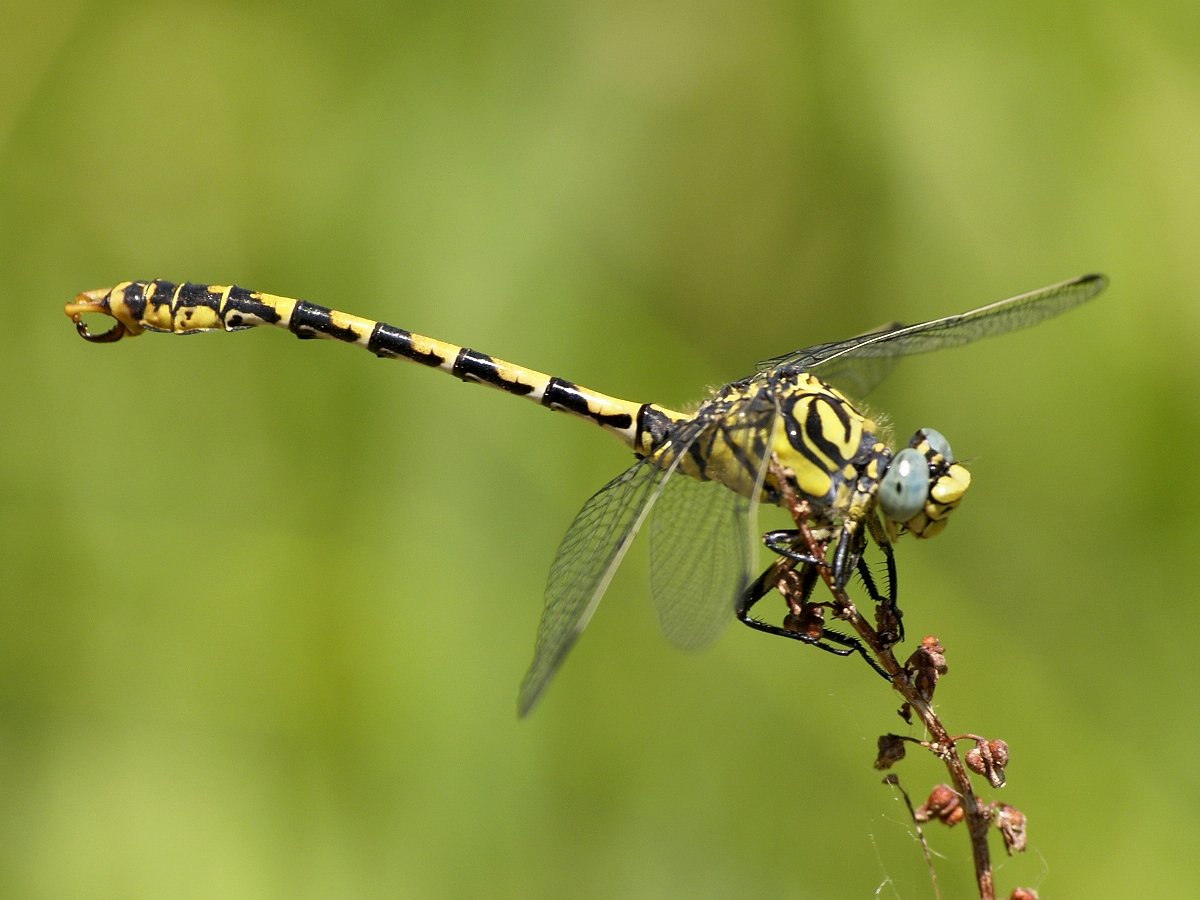
Mascle
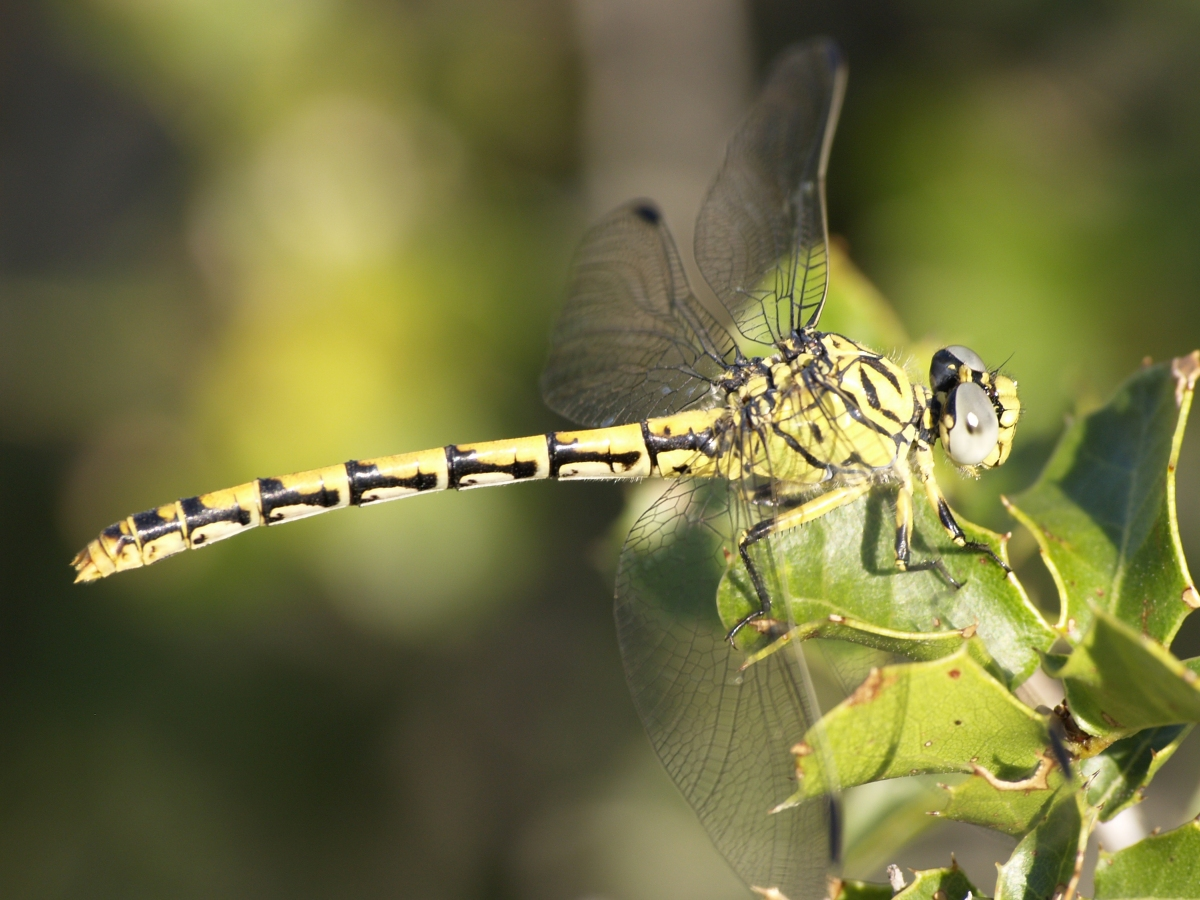
Femella
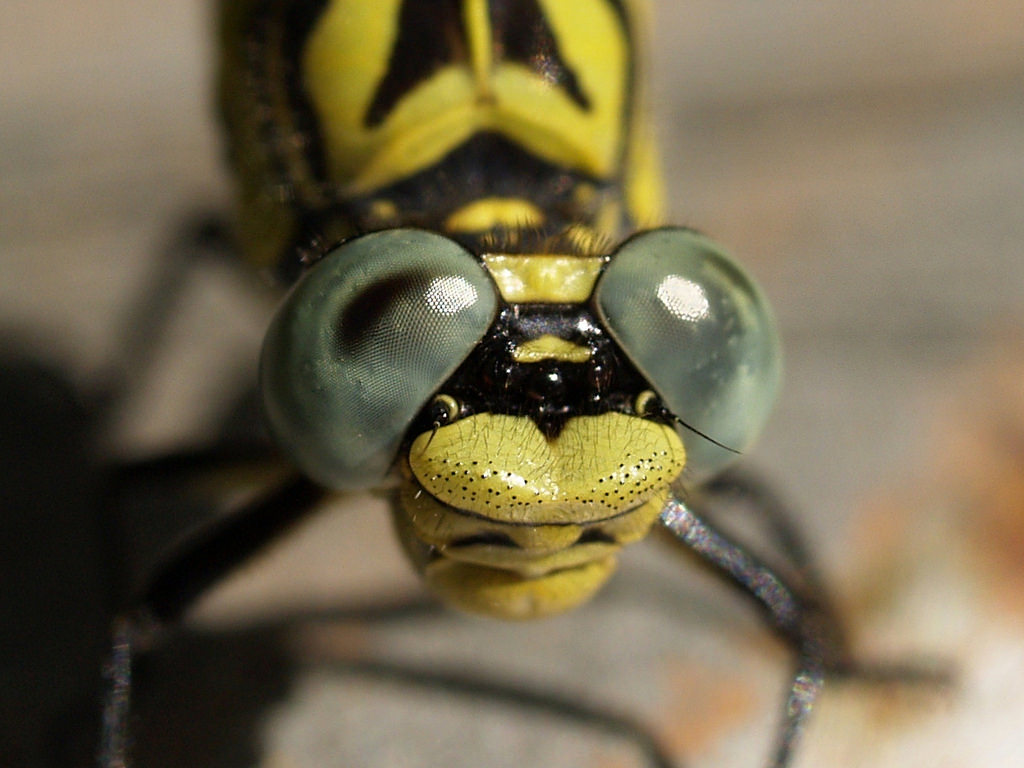
Detall ulls
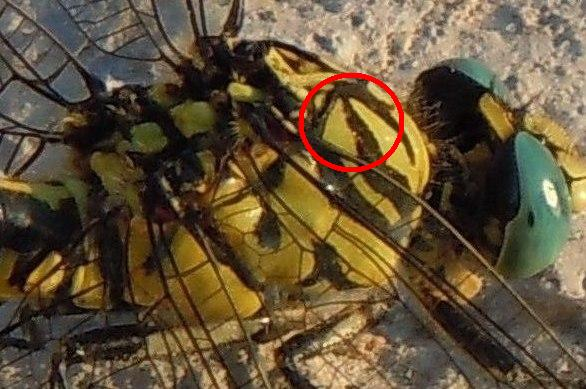
Detall línies tòrax
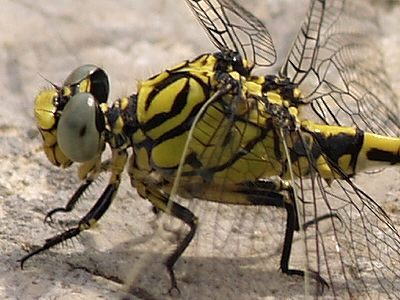
Detall cap i tòrax
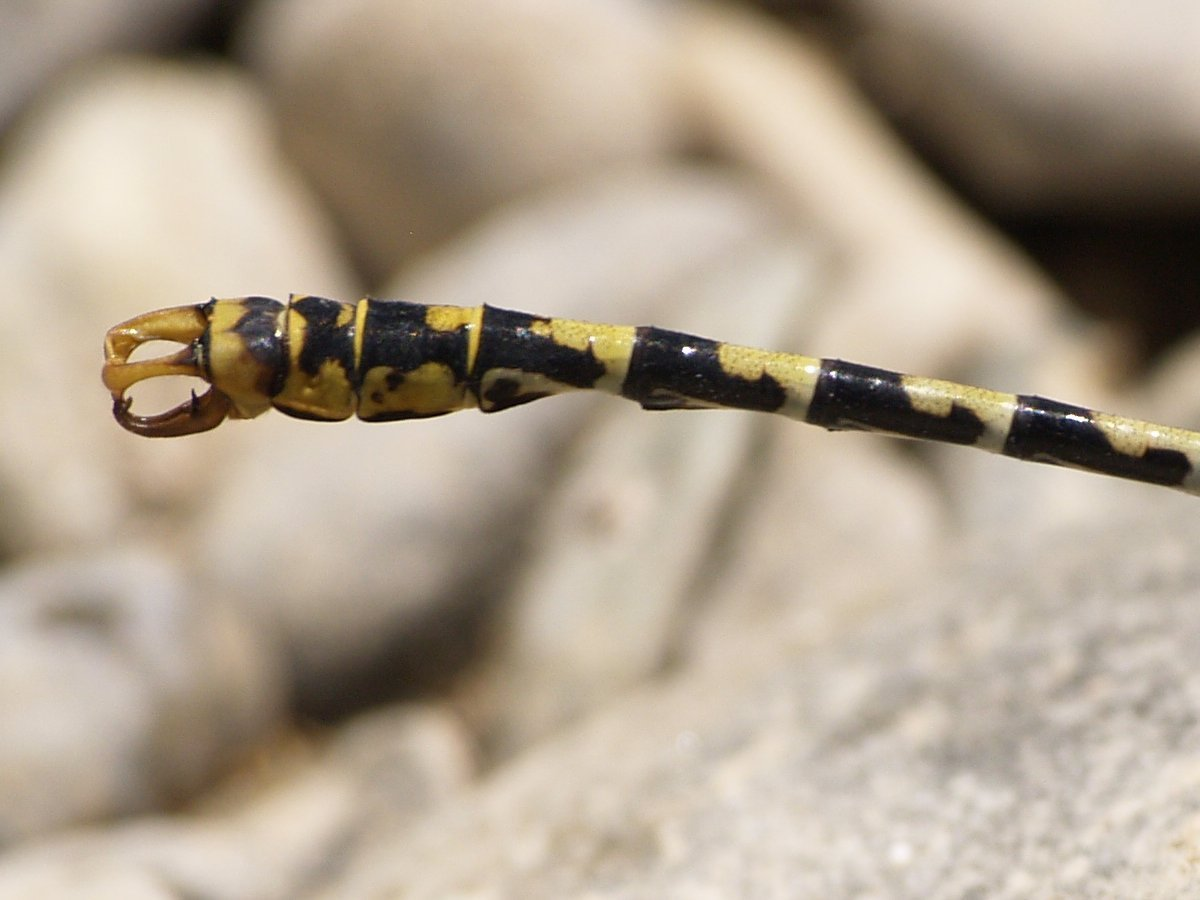
Cercoides
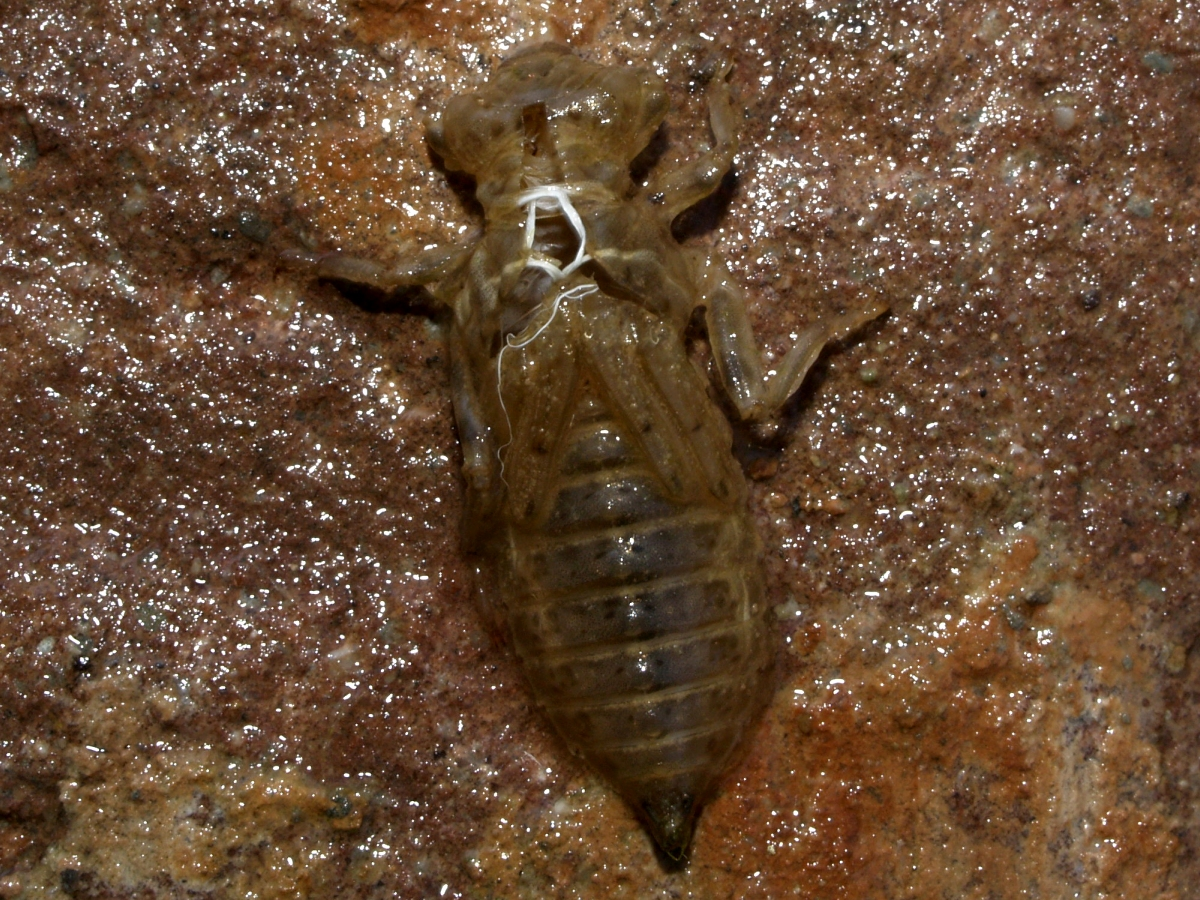
Exúvia